# アンドレス・クーニャ
アンドレス・イスマエル・クーニャ・ソカ（Andrés Ismael Cunha Soca、1976年9月8日 - ）は、ウルグアイ・モンテビデオ出身のサッカー審判員。

## 経歴
モンテビデオ近郊のリーグから審判としてのキャリアをスタートさせ、2010年に国内トップカテゴリのプリメーラ・ディビシオンの審判を務める。
2013年から国際サッカー連盟 (FIFA) に国際審判員として登録されており、2015年以降は南米サッカー連盟 (CONMEBOL) 主催の国際大会であるコパ・リベルタドーレスとコパ・アメリカで多くの主要な試合を担当している。また、2017年に韓国で開催されたFIFAU-20ワールドカップでも試合を担当した。
2018年に開催された2018 FIFAワールドカップではCONMEBOLから選出された6人の主審の一人として選ばれた。6月16日に行われたグループCの初戦・フランス対オーストラリアの試合の後半、フランスFWアントワーヌ・グリーズマンのボールをペナルティエリア内で奪ったオーストラリアDFジョシュ・リズドンのプレーに対し、クーニャは当初ノーファウルと判断してプレーを続行したが、このプレーに対し、ビデオ・アシスタント・レフェリー (VAR) のマウロ・ヴィリアーノが介入、オンフィールドレビューの結果、リズドンのファウルに判定を変更し、フランスにペナルティーキック (PK) を与えた。これは、FIFAワールドカップの試合における、初めての「VARによるPKへのジャッジ変更」の事例であった。

## FIFAワールドカップ
| 2018 FIFAワールドカップ–ロシア | 2018 FIFAワールドカップ–ロシア | 2018 FIFAワールドカップ–ロシア | 2018 FIFAワールドカップ–ロシア |
| 日程                           | 試合                           | 会場                           | ラウンド                       |
| ------------------------------ | ------------------------------ | ------------------------------ | ------------------------------ |
| 2018年6月16日                  | フランス– オーストラリア       | カザン                         | グループステージ               |
| 2018年6月20日                  | イラン– スペイン               | カザン                         | グループステージ               |
| 2018年7月10日                  | フランス– ベルギー             | セントピーターズバーグ         | 準決勝                         |